# Miomantis scabricollis
Miomantis scabricollis är en bönsyrseart som beskrevs av Gerstaecker 1883. Miomantis scabricollis ingår i släktet Miomantis och familjen Mantidae. Inga underarter finns listade i Catalogue of Life.